# Carolei
Carolei és un municipi italià, situat a la regió de Calàbria i a la província de Cosenza. L'any 2011 tenia 3.509 habitants. És el municipi natal del cantant Tony Vilar i el compositor i pianista Alfonso Rendano.